# 刘金东
刘金东（1981年12月9日—），山东青岛人，中国职业足球运动员、足球教练，场上司职后卫或防守型中场。职业生涯效力于山东鲁能泰山，现为泰安华伟。
2014年6月，刘金东宣布退役，出任鲁能副领队。

## 职业生涯

### 青年队
- 1996年进入山东鲁能泰山青年队。

### 俱乐部
- 2000年进入山东鲁能泰山一队。
- 2003年获得当年中国足球甲A联赛最佳新人称号。

### 国家队
- 2003年进入中国国家足球队。
- 2004年打入第一粒国家队入球。
- 2009年再次入选中国国家队[1]。

## 教练生涯
2015年退役后，曾在山东泰山担任领队和全运会中山东队的教练员。2021年，就任泰安华伟，并率领球队以中冠联赛第三名的成绩升入中乙联赛。

## 荣誉

### 山东鲁能泰山
- 中国足球超级联赛冠军：2006、2008、2010
- 中国足协杯冠军：2004，2006
- 中国超級联賽杯冠军：2004

### 个人
- 中国足球协会年度最佳新人：2003